# Прогрес М-25М
Прогрес М-25М (позначення NASA англ. Progress 57, 57P) — транспортний вантажний космічний корабель (ТВК) серії «Прогрес», запущений до Міжнародної космічної станції 29 жовтня 2014. Прогрес M-25M був запущений до МКС за 6-годинною програмою. Серійний номер корабля — 424, він збудований РКК «Енергія».

## Старт
Запуск відбувся 29 жовтня 2014 о 07:09 GMT з Космодрому Байконур у Казахстані. Під час запуску вперше було використано модернізовану ракету-носій Союз-2.1а.

## Стикування
Прогрес M-25M зістикувався зі стикувальним модулем Пірс 29 жовтня 2014 о 13:08 GMT, менше ніж за 6 годин після старту.

## Перелік вантажів
Корабель доставив 2351 кг вантажу для потреб МКС.
Серед них: 
1283 кг сухих вантажів: 204 кг обладнання для російського гігієнічного обладнання, 429 кг їжі, 198 кг медичного і гігієнічного приладдя, 239 кг наукового обладнання, 242 кг різноманітного обладнання.
Рідин і газів: 600 кг ракетного палива, 420 кг води, 48 кг стиснених газів для відновлення атмосфери станції внаслідок витоків газів під час виходів у відкритий космос.
Прогрес 57 залишався пристикованим до модуля Пірс 6 місяців.

## Фотографії

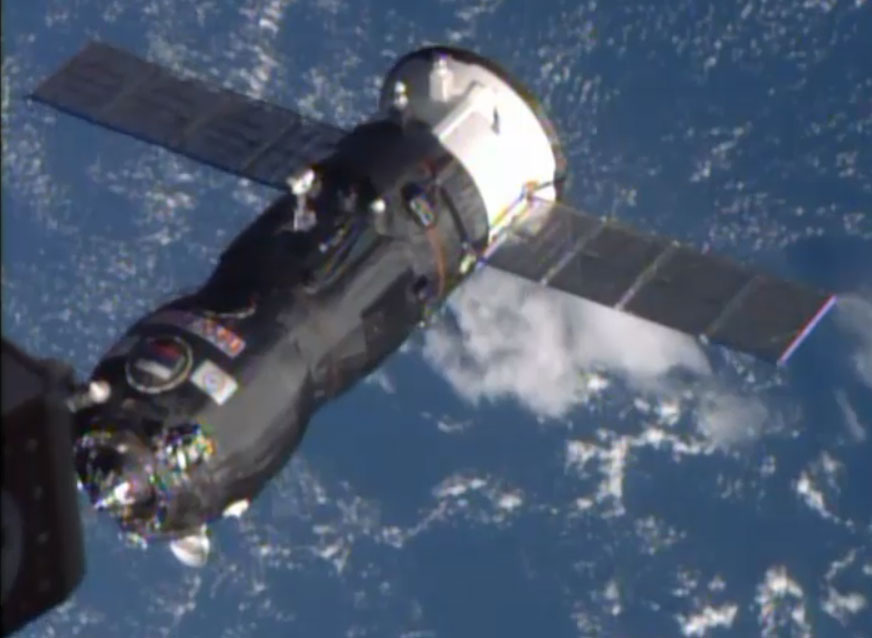

## Припинення існування
26 квітня 2015 транспортний вантажний корабель «Прогрес М-25М» зійшов з орбіти і припинив своє існування. Відбулося це над несудноплавною частиною акваторії Тихого океану, на так званому «цвинтарі космічних кораблів» за 3 тисячі км східніше Веллінгтона, столиці Нової Зеландії.